# Cerianthula
Genre
Cerianthula est un genre de cnidaires anthozoaires de la famille des Botrucnidiferidae.

## Liste des espèces
Selon World Register of Marine Species (09 janvier 2023) :
- Cerianthula atlantica Van Beneden, 1924
- Cerianthula benguelaensis Leloup, 1964
- Cerianthula braemi Carlgren, 1924
- Cerianthula canariensis Carlgren, 1924
- Cerianthula carlgreni Calabresi, 1927
- Cerianthula lauriei Leloup, 1964
- Cerianthula mediterranea Beneden, 1897
- Cerianthula melo Van Beneden, 1897
- Cerianthula michaelsarsi Carlgren, 1924
- Cerianthula multiseptata Leloup, 1964
- Cerianthula ommanneyi Leloup, 1964
- Cerianthula polybotrucnidiata Leloup, 1964
- Cerianthula rayneri Leloup, 1964
- Cerianthula spinifer van Beneden, 1897

## Systématique
Le nom valide complet (avec auteur) de ce taxon est Cerianthula Beneden, 1897.